# آفرودیتوس

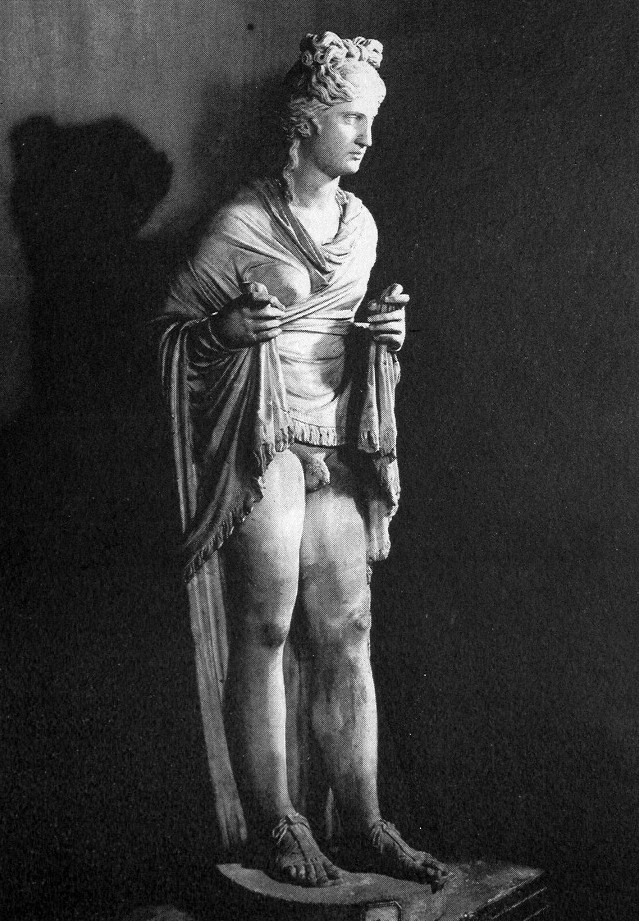
تندیسی از آفرودیتوس در موزه تورلونیای رم از مجموعهٔ جوستینیانی

آفرودیتوس (به یونانی: Ἀφρόδιτος) نام یک آفرودیتهٔ مذکر است که خاستگاهش به آماتونت در جزیرهٔ قبرس بازمی‌گردد. همچنین در مناسک دگرجنس‌پوشی در آتن آفرودیتوس نقش داشته‌است.آفرودیتوس با هیبت آفرودیته ترسیم می‌شد، با این تفاوت که دارای نام مذکر و نراندامه بود. این خدا با ماه در پیوند بوده‌است. خدای متأخرتر هرمافرودیته را همان آفرودیتوس می‌دانند.